# Fabián Ruiz
Fabián Ruiz Peña (Los Palacios y Villafranca, 3 april 1996) - alias Fabián - is een Spaans voetballer die doorgaans als middenvelder speelt. Hij speelde voor Real Betis, Napoli en sinds augustus 2022 voor Paris Saint-Germain. Ruiz debuteerde in 2019 in het Spaans voetbalelftal.

## Carrière

### Real Betis
Fabián kwam in 2004 in de jeugdopleiding van Real Betis terecht. Daarvoor voetbalde hij in zijn geboortestad bij Los Palacios CF. In 2014 maakte hij zijn debuut voor Real Betis B in de Segunda División B. Voor dit team speelde hij in totaal 23 wedstrijden en scoorde hij drie wedstrijden.
Op 13 december 2014 maakte Fabián zijn debuut in het eerste elftal van de club. In een wedstrijd tegen CD Lugo kwam hij na 50 minuten het veld in als vervanger van Xavi Torres. In zijn eerste seizoen werd Fabián met Real Betis kampioen van de Segunda División A. Op 23 september 2015 volgde zijn debuut in de Primera División, tegen Villarreal. Hij speelde negentien wedstrijden in anderhalf jaar op het hoogste niveau, waarna hij voor een halfjaar werd uitgeleend aan Elche, waar hij achttien wedstrijden speelde en eenmaal scoorde.
Terug bij Betis werd hij basisspeler in het seizoen 2017/18. Hij maakte op 25 september tegen Levante UD zijn eerste doelpunt voor Betis en gaf ook een assist. Een week later gaf hij twee assists tegen Real Sociedad. In totaal speelde Ruiz 59 wedstrijden oor Betis, waarin hij goed was voor drie goals en zeven assists.

### Napoli
Op 5 juli 2018 tekende Fabián voor vijf seizoenen naar Napoli, dat de uitkoopclausule van 30 miljoen betaalde aan Real Betis. Hij maakte op 16 september in de Champions League-wedstrijd tegen Rode Ster Belgrado zijn debuut voor Napoli. Tien dagen later speelde hij tegen Parma zijn eerste Serie A-wedstrijd. Op 20 oktober scoorde hij tegen Udinese zijn eerste doelpunt voor Napoli. Op 19 mei 2019 was hij in een 4-1 overwinning op Internazionale goed voor twee goals en een assist. In zijn eerste seizoen was hij goed voor zeven goals en drie assists in veertig wedstrijden.
Op 17 juni 2020 stond Fabián met Napoli in de basis tijdens de finale van de Coppa Italia tegen Juventus. Hij speelde 80 minuten en zag vervolgens vanaf de bank hoe Napoli won met strafschoppen. Op 13 december speelde hij tegen UC Sampdoria zijn 100'ste wedstrijd voor Napoli. In zijn vierde en laatste seizoen stond Napoli tot begin december bovenaan, maar eindigde het team uiteindelijk als derde. In totaal speelde Ruiz vier seizoenen voor Napoli, waarin hij goed was voor 166 wedstrijden, 22 goals en vijftien assists.

### Paris Saint-Germain
Op 30 augustus 2022 tekende Fabián voor vijf seizoenen bij Paris Saint-Germain, dat 22,5 miljoen euro betaalde voor de Spanjaard. Hij maakte op 10 september tegen Stade Brestois als invaller zijn debuut voor PSG. Hij scoorde op 1 februari 2023 tegen Montpellier (3-1 winst) zijn eerste doelpunt voor PSG. Hij werd dat seizoen kampioen van de Ligue 1. Dat kunstje herhaalde hij in zijn tweede seizoen, terwijl hij ook de Trophée des Champions en de Coupe de France won. In laatstgenoemde finale scoorde Fabián de 0-2, waarna Olympique Lyon met 1-2 verslagen werd.

## Clubstatistieken
| Seizoen | Club                | Competitie       | Competitie | Competitie | Beker | Beker | Internationaal | Internationaal | Totaal | Totaal |
| Seizoen | Club                | Competitie       | Wed.       | Dlp.       | Wed.  | Dlp.  | Wed.           | Dlp.           | Wed.   | Dlp.   |
| ------- | ------------------- | ---------------- | ---------- | ---------- | ----- | ----- | -------------- | -------------- | ------ | ------ |
| 2014/15 | Real Betis          | Segunda División | 6          | 0          | 0     | 0     | —              | —              | 6      | 0      |
| 2015/16 | Real Betis          | Primera División | 12         | 0          | 1     | 0     | —              | —              | 13     | 0      |
| 2016/17 | Real Betis          | Primera División | 4          | 0          | 1     | 0     | —              | —              | 5      | 0      |
| 2016/17 | → Elche             | Segunda División | 18         | 1          | 0     | 0     | —              | —              | 18     | 1      |
| 2017/18 | Real Betis          | Primera División | 34         | 3          | 1     | 0     | —              | —              | 35     | 3      |
| 2018/19 | Napoli              | Serie A          | 27         | 5          | 2     | 1     | 11             | 1              | 40     | 7      |
| 2019/20 | Napoli              | Serie A          | 33         | 3          | 5     | 1     | 8              | 0              | 46     | 4      |
| 2020/21 | Napoli              | Serie A          | 26         | 2          | 1     | 0     | 8              | 1              | 35     | 3      |
| 2021/22 | Napoli              | Serie A          | 32         | 7          | 1     | 0     | 5              | 0              | 38     | 7      |
| 2022/23 | Paris Saint-Germain | Ligue 1          | 27         | 3          | 3     | 0     | 7              | 0              | 37     | 3      |
| 2023/24 | Paris Saint-Germain | Ligue 1          | 21         | 1          | 5     | 2     | 9              | 0              | 35     | 3      |
| Totaal  | Totaal              | Totaal           | 240        | 25         | 20    | 4     | 48             | 2              | 308    | 31     |

Bijgewerkt t/m 12 juli 2024.

## Interlandcarrière
Ruiz debuteerde op 7 juni 2019 in het Spaans voetbalelftal, tijdens een met 1–4 gewonnen kwalificatiewedstrijd voor het EK 2020 in en tegen de Faeröer. Hij viel in de 74e minuut in voor Isco. Drie dagen later speelde Ruiz zijn eerste volledige interland, een met 3–0 gewonnen EK-kwalificatiewedstrijd thuis tegen Zweden. Ruiz won later die maand met Spanje −21 het EK –21 van 2019. Na afloop van de finale werd hij zelf uitgeroepen tot beste speler van het toernooi. Ruiz maakte op 18 november 2019 zijn eerste doelpunt voor het nationale team. Hij schoot Spanje toen op 1–0 in een met 5–0 gewonnen EK-kwalificatiewedstrijd tegen Roemenië. 
Ruiz werd op 7 juni 2024 door bondscoach Luis de la Fuente opgenomen in de Spaanse selectie voor het EK 2024 in Duitsland. Hij was basisspeler op een middenveld met Rodri en Pedri en was zowel in de groepswedstrijd tegen Kroatië als in de achtste finale tegen Georgië goed voor een goal en een assist. Spanje won de finale met 2–1 van Engeland.
| Interlands van Fabián Ruiz voor Spanje | Interlands van Fabián Ruiz voor Spanje | Interlands van Fabián Ruiz voor Spanje | Interlands van Fabián Ruiz voor Spanje | Interlands van Fabián Ruiz voor Spanje | Interlands van Fabián Ruiz voor Spanje |
| №                                      | Datum                                  | Wedstrijd                              | Uitslag                                | Competitie                             | Goals                                  |
| Als speler bij Napoli                  | Als speler bij Napoli                  | Als speler bij Napoli                  | Als speler bij Napoli                  | Als speler bij Napoli                  | Als speler bij Napoli                  |
| -------------------------------------- | -------------------------------------- | -------------------------------------- | -------------------------------------- | -------------------------------------- | -------------------------------------- |
| 1.                                     | 7 juni 2019                            | Faeröer – Spanje                       | 1 – 4                                  | Kwalificatie EK 2020                   |                                        |
| 2.                                     | 10 juni 2019                           | Spanje – Zweden                        | 3 – 0                                  | Kwalificatie EK 2020                   |                                        |
| 3.                                     | 5 september 2019                       | Roemenië – Spanje                      | 1 – 2                                  | Kwalificatie EK 2020                   |                                        |
| 4.                                     | 12 oktober 2019                        | Noorwegen – Spanje                     | 1 – 1                                  | Kwalificatie EK 2020                   |                                        |
| 5.                                     | 15 oktober 2019                        | Zweden – Spanje                        | 1 – 1                                  | Kwalificatie EK 2020                   |                                        |
| 6.                                     | 18 november 2019                       | Spanje – Roemenië                      | 5 – 0                                  | Kwalificatie EK 2020                   | 8'                                     |
| 7.                                     | 3 september 2020                       | Duitsland – Spanje                     | 1 – 1                                  | Nations League 2020/21                 |                                        |
| 8.                                     | 14 november 2021                       | Zwitserland – Spanje                   | 1 – 1                                  | Nations League 2020/21                 |                                        |
| 9.                                     | 17 november 2021                       | Spanje – Duitsland                     | 6 – 0                                  | Nations League 2020/21                 |                                        |
| 10.                                    | 28 maart 2021                          | Georgië – Spanje                       | 1 – 2                                  | Kwalificatie WK 2022                   |                                        |
| 11.                                    | 31 maart 2021                          | Spanje – Kosovo                        | 3 – 1                                  | Kwalificatie WK 2022                   |                                        |
| 12.                                    | 4 juni 2021                            | Spanje – Portugal                      | 0 – 0                                  | Vriendschappelijk                      |                                        |
| 13.                                    | 14 juni 2021                           | Spanje – Zweden                        | 0 – 0                                  | EK 2020                                |                                        |
| 14.                                    | 19 juni 2021                           | Spanje – Polen                         | 1 – 1                                  | EK 2020                                |                                        |
| 15.                                    | 28 juni 2021                           | Kroatië – Spanje                       | 3 – 5                                  | EK 2020                                |                                        |
| Als speler bij Paris Saint-Germain     |                                        |                                        |                                        |                                        |                                        |
| 16.                                    | 25 maart 2023                          | Spanje – Noorwegen                     | 3 – 0                                  | Kwalificatie EK 2024                   |                                        |
| 17.                                    | 15 juni 2023                           | Spanje – Italië                        | 2 – 1                                  | Nations League 2022/23                 |                                        |
| 18.                                    | 18 juni 2023                           | Kroatië – Spanje                       | 0 – 0 (4 – 5 n.s.)                     | Nations League 2022/23                 |                                        |
| 19.                                    | 8 september 2023                       | Georgië – Spanje                       | 1 – 7                                  | Kwalificatie EK 2024                   |                                        |
| 20.                                    | 15 oktober 2023                        | Noorwegen – Spanje                     | 0 – 1                                  | Kwalificatie EK 2024                   |                                        |
| 21.                                    | 19 november 2023                       | Spanje – Georgië                       | 3 – 1                                  | Kwalificatie EK 2024                   |                                        |
| 22.                                    | 26 maart 2024                          | Spanje – Brazilië                      | 3 – 3                                  | Vriendschappelijk                      |                                        |
| 23.                                    | 8 juni 2024                            | Spanje – Noord-Ierland                 | 5 – 1                                  | Vriendschappelijk                      | 35'                                    |
| 24.                                    | 15 juni 2024                           | Spanje – Kroatië                       | 3 – 0                                  | EK 2024                                | 32'                                    |
| 25.                                    | 20 juni 2024                           | Spanje – Italië                        | 1 – 0                                  | EK 2024                                |                                        |
| 26.                                    | 30 juni 2024                           | Spanje – Georgië                       | 4 – 1                                  | EK 2024                                | 51'                                    |
| 27.                                    | 5 juli 2024                            | Spanje – Duitsland                     | 2 – 1                                  | EK 2024                                |                                        |
| 28.                                    | 9 juli 2024                            | Spanje – Frankrijk                     | 2 – 1                                  | EK 2024                                |                                        |
| 29.                                    | 14 juli 2024                           | Spanje – Engeland                      | 2 – 1                                  | EK 2024                                |                                        |

Bijgewerkt op 14 juli 2024.

## Erelijst
| Competitie            | Aantal     | Jaren            |
| Real Betis            | Real Betis | Real Betis       |
| --------------------- | ---------- | ---------------- |
| Segunda División A    | 1×         | 2014/15          |
| Napoli                |            |                  |
| Coppa Italia          | 1×         | 2019/20          |
| Paris Saint-Germain   |            |                  |
| Ligue 1               | 2×         | 2022/23, 2023/24 |
| Coupe de France       | 1×         | 2023/24          |
| Trophée des Champions | 1×         | 2023             |
| UEFA Champions League | 1×         | 2024/25          |
| Spanje                |            |                  |
| UEFA EK               | 1×         | 2024             |
| UEFA Nations League   | 1x         | 2022/23          |
| Spanje –21            |            |                  |
| UEFA EK onder 21      | 1×         | 2019             |